# Jean McConville
 (mai 2014).
Si vous disposez d'ouvrages ou d'articles de référence ou si vous connaissez des sites web de qualité traitant du thème abordé ici, merci de compléter l'article en donnant les références utiles à sa vérifiabilité et en les liant à la section « Notes et références ».
Jean McConville, née Murray, est une ressortissante britannique d’Irlande du Nord, née le 7 mai 1934 à Belfast et enlevée et tuée par des membres de l’IRA provisoire en décembre 1972. Son corps fut enterré secrètement sur une plage en république d’Irlande et ne fut retrouvé qu’en 2003. Les auteurs du crime demeurent inconnus.
Les motifs qui aboutirent à son enlèvement et à son assassinat n’ont pas non plus été élucidés. Des témoins affirmèrent qu’elle avait apporté de l’aide à un soldat britannique blessé mais l’IRA déclara par la suite qu’elle avait remis des informations concernant les activités républicaines aux forces de sécurité britanniques. L’enquête diligentée par le Police Ombudsman for Northern Ireland rejeta toutefois ces accusations.

## Biographie
Jean Murray naquit dans une famille protestante de l’est de Belfast. Elle se convertit au catholicisme après avoir épousé Arthur McConville, un catholique ancien membre de l’armée britannique, avec qui elle eut dix enfants,. Face à l’hostilité grandissante de leurs voisins, la famille quitta le district protestant où elle vivait pour s’établir à Falls Road,. Arthur mourut d’un cancer en 1971,. L’un de leurs fils, Robbie McConville, était emprisonné à Long Kesh au moment de l’enlèvement pour ses activités au sein de l’IRA officielle, qu’il quitta en 1974 pour rejoindre l’Irish National Liberation Army.
Après la mort de son mari, la situation confessionnelle ambiguë de Jean McConville devint de plus en plus délicate et elle dut souvent faire face à des démonstrations d’animosité. En décembre 1972, alors qu’elle venait d’emménager dans un nouvel appartement, des témoins l’accusèrent d’avoir porté assistance à un soldat britannique et elle aurait été agressée dans une maison de loto.
La nuit suivante, elle fut enlevée à son domicile par quatre femmes qui l’emmenèrent en un lieu demeuré inconnu. Après l’avoir interrogée, elle fut tuée d’une balle dans l’arrière de la tête. Son corps fut ensuite emmené à Shelling Beach, dans le comté de Louth, en république d’Irlande, à environ 75 km de là. En dépit de certaines rumeurs suggérant qu'elle aurait été torturée, les examens menés une fois son corps exhumés montrèrent que celui-ci ne présentait aucune trace de torture.
L’IRA n’admit son implication que près de trente ans plus tard, en 1999, et donna des indications sur l’endroit où se trouvait le corps. Les recherches menées alors ne donnèrent aucun résultat,.
Dans la nuit du 26 août 2003, une tempête détruisit en partie le remblai soutenant la partie ouest du parking de Shelling Beach, non loin de l’endroit indiqué par l’IRA. Le 27 août, des promeneurs découvrirent le corps. Jean McConville fut inhummée aux côtés de son mari à Lisburn, dans le comté d’Antrim.

## Suites immédiates
Après la disparition de Jean McConville, ses sept plus jeunes enfants, âgés de six à quinze ans, vécurent tant bien que mal trois semaines dans leur appartement, jusqu’au moment où un inconnu vint leur remettre un porte-monnaie et trois bagues ayant appartenu à leur mère. Ils en firent part aux autorités, qui les confièrent immédiatement aux services sociaux.
Malgré deux annonces reçues, la Police royale de l'Ulster n’ouvrit aucune enquête. Il fut ensuite révélé que la PRU n’enregistrait, pour ce quartier de Belfast, que les cas les plus graves et qu’elle avait suivi une déclaration anonyme selon laquelle Jean McConville aurait quitté son domicile pour suivre un soldat britannique en Angleterre.

## Enquêtes subséquentes

### Lord Chief Justice et Ombudsman
Après la découverte du corps, les enfants McConville enjoignirent à l’IRA d’admettre que le seul motif de son enlèvement fut d’avoir porté de l’aide à un soldat blessé de l’armée britannique. L’IRA maintient qu’elle avait servi d’informatrice aux autorités britanniques au moyen d’un émetteur radio clandestin. En 2004, Sir Robert Carswell, Conseil de la Reine et Lord Chief Justice d’Irlande du Nord décida que le gouvernement, dans le cas d’espèce, devait renoncer à la politique usuelle de “ne jamais confirmer ni infirmer” et que toute information détenue quant à Jean McConville devait être révélée. L’enquête du gouvernement conclut qu’elle était inconnue des services britanniques.
En janvier 2005, Mitchel McLaughlin, tête du Sinn Féin, affirma que la mort de Jean McConville ne résultait pas d’un acte criminel dans le contexte de l’époque et réaffirma qu’elle était un agent britannique. Le journaliste irlandais Fintan O'Toole répliqua vertement que « l’enlèvement et l’exécution extra-judiciaire de Jean McConville constituait clairement “un crime de guerre selon tous les critères nationaux et internationaux admis ».
En 2006, l’ombusdman de police, Nuala O’Loan, conclut également que Jean McConville n’avait jamais été un agent des forces britanniques,,. L’IRA maintient qu’elle était un informateur mais a depuis formulé des excuses générales, exprimant ses regrets à l’égard des familles des victimes.

### Enquête de police
En août 2006, Sir Hugh Orde, Chief constable du Service de police d'Irlande du Nord, se dit pessimiste quant à l’ouverture d’une instruction judiciaire au vu de l’ancienneté des faits. En 2010 toutefois, l’Irish News rapporta des déclarations de Dolours Price selon lesquelles Gerry Adams, leader du Sinn Féin depuis 1983, aurait ordonné à elle-même et à Brendan Hughes de procéder à l’enlèvement.
En parallèle, le Boston College, dans le cadre d’un projet sur l’histoire orale, interrogea plusieurs personnes pouvant être mêlées à l’affaire. Sur requête des services de police nord-irlandais, le département américain de la justice tenta de contraindre le collège à remettre ses enregistrements, ce que ce dernier refusa au nom de la protection de la recherche et des sources journalistiques. Les personnes interrogées, craignant des représailles, se sont notamment vu promettre que leurs déclarations ne seraient pas révélées de leur vivant.
L’enregistrement de Brendan Hughes, mort en 2008, put être publié sur cette base. Il confirme les déclarations de Dolours Price, à savoir que Gerry Adams aurait ordonné l’enlèvement. Adams réfuta ces accusations,.
Le 18 mars 2014, Ivor Bell, ancien cadre de l’IRA, fut arrêté et interrogé par la police dans le cadre de l’affaire,. Le 24 avril 2014, Evelyn Gilroy, ancienne membre de l’IRA qui était active dans la région où eut lieu l’enlèvement, affirma que Gerry Adams était alors la seule personne susceptible de commanditer le meurtre et regretta que seules des personnalités secondaires du Sinn Féin eussent été inquiétées jusque là. Le 30 avril 2014, Gerry Adams fut arrêté et détenu pour la nuit. Il accepta de répondre aux questions mais maintint qu’il n’était pas impliqué.